# Taher Jaoui
Taher Jaoui, né en 1978 en Tunisie, est un artiste français qui vit et travaille à Madrid depuis 2020, après avoir passé plusieurs années à Berlin en Allemagne. 
Jaoui a fait des études d'ingénieur et de finance avant de commencer sa carrière artistique en 2013, réalisant initialement des collages à partir de vieilles photographies. Ses œuvres font partie de nombreuses collections privées et publiques en Europe, Moyen-Orient, Asie et États-Unis.

## Biographie
Né en 1978 en Tunisie, Taher Jaoui est diplômé de l'université Paris-Sorbonne à Paris en 2007. Il a également fait des études de comédien  (système Stanislavski et actor studio) entre Paris et Los Angeles. Son travail est le reflet de son histoire personnelle, un assemblage de voyages éclectiques en communication permanente les uns avec les autres. En 2013, l'artiste a commencé son parcours artistique par la création de collages analogiques. Ils sont principalement réalisés à partir de photos de famille vintage trouvées au marché aux puces de Berlin. Ces travaux ont ouvert une large fenêtre d'inspiration et de flexibilité basée sur le contraste entre des photographies anciennes et des images plus contemporaines.
Jaoui a commencé à se concentrer sur la peinture en 2015, où il a exploré différentes techniques qui lui permettent de capturer instinctivement ses émotions sur la toile. Il utilise une large palette de couleurs et de textures dans une combinaison de huile, laque, peinture en spray, acrylique et fusain qui l'amène à construire des œuvres qui oscillent entre l'abstrait et le figuratif. Dans nombre de ses œuvres, on peut observer des fragments d'opérations et de formules mathématiques accompagnant le reste des formes de couleurs vibrantes et abstraites. Les langages technologiques et mathématiques ont été au cœur de la vie et de la carrière de Taher Jaoui. Avant son saut dans le monde de l'art, l'auteur a travaillé comme ingénieur dans la finance, étant ainsi un connaisseur expert de ces langages et de leur formulation.

## Technique
Le travail de Jaoui est influencé par l'art africain, les dessins animés, le mouvement Cobra, le cubisme, le dadaïsme, l'art numérique tel que le glitch art; ainsi que par la philosophie et l'attitude de l'expressionnisme abstrait. L'artiste produit ses œuvres en suivant un processus créatif basé sur l'intuition et le subconscient. Les peintures de Taher Jaoui sont de riches assemblages de formes, de couleurs vives, de gestes expressifs, ainsi que de signes et de formules mathématiques. Grâce à une série de mouvements spontanés, directement inspirés de la façon dont la toile réagit aux couches de peinture et aux gestes qui lui sont appliqués, Jaoui compare son travail à une routine de danse.

## Expositions

### Expositions individuelles (sélection)
- 2025
  - Taher Jaoui : Raw Figures, Guy Hepner, New York, États-Unis.[4]
- 2021
  - Tribe of the Forgotten, Uncommon Beauty Gallery - Space 776, New York, États-Unis[5].

- 2020
  - The Circus of Life, Galerie Srisasanti, Yogyakarta, Indonésie[6].

- 2019
  - Controlled Entropy: a Measure of Uncertainty or Randomness, galerie 81 Leonard, New York, États-Unis[7].
  - Opening Dimensions, Galerie Kremers, Berlín, Alemania[8].
  - Genie in a Bottle, Graham Modern and Contemporary Gallery, Johannesburg, Afrique du Sud[9].
  - Eden Gardens, Galerie Jinsan, Seúl, Corée.

- 2018
  - Galerie Ghaya, Tunis, Tunisia.
  - Introducing Taher Jaoui, Oliver Cole Gallery, Miami, États-Unis[10].

- 2017
  - Untitled I, Galerie la Rotonde, Paris, France.

### Expositions collectives et en duo (sélection)
- 2021
  - Bleu. Rouge. Profond. Carré., Corridor Contemporary, Israël[11].

- 2019
  - Impossible Until it is Done avec Pokras Lampas, Opera Gallery, Dubaï, Émirats arabes unis[12].
  - The New Abstract – An Atlantic Bridge, Galerie Kremers, Berlín, Allemagne[13].
  - Exposition avec George Morton-Clark, Opera Gallery, Hong Kong[14].

- 2018
  - Robot psychédélique, Bivins Gallery, Dallas, Texas, États-Unis. Exposition collective, Oliver Cole Gallery, Miami, États-Unis. Exposition collective, Opera Gallery, Dubaï, Émirats arabes unis.
  - On Paper III, Galerie Fremers, Berlín, Allemagne[15].

- 2017
  - Emergast Auction IV, Dubaï, Émirats arabes unis.